# بيك ديس روسيس
بيك ديس روسيس (بالإنجليزية: Bec des Rosses)‏ هو أحد جبال سلسلة جبال الألب بينيني وجزء من القمة الأم مونت فورت يقع في كانتون فاليز، سويسرا. يبلغ ارتفاع الجبل حوالي 3223 متر، بينما يبلغ ارتفاع نتوء الجبل 283 متر.